# Hinduja Group
Hinduja Group — индийский конгломерат с интересами в автомобилестроении, нефтепереработке, телекоммуникациях, финансах и здравоохранении. Основан в 1914 году, штаб-квартира расположена в Лондоне (Великобритания). Входит в число крупнейших финансово-промышленных групп Индии, а братья Хиндуджа входят в число самых богатых людей Индии и Великобритании.

## История
Группу основал в 1914 году Пармананд Депчанд Хиндуджа (Parmanand Deepchand Hinduja). Он происходил из синдхов, и первоначально его предприятие базировалось в Синде, позже ставшей провинцией Пакистана, занималось торговлей коврами, чаем и специями. В 1919 году Хинджа основал торговый дом в Иране. Основными направлениями деятельности группы Хинджа были банковские услуги и торговля. После смерти Пармананда в 1971 году семейные бизнес продолжили его четыре сына. Примерно в это время в Швейцарии был основан Hinduja Bank. После Исламской революции в Иране в 1979 году штаб-квартира группы была перенесена в Лондон.
В 1984 году были куплены права на торговую марку Gulf Oil вне территории США. В 1987 году была куплена компания Ashok Leyland; она была индийским совместным предприятием British Leyland и Ashok Motors, созданным в 1955 году, производит грузовики и военную технику. В 1994 году был основан IndusInd Bank, один из первых частных банков Индии после национализации банковской отрасли в 1969 году. В 1995 году была создана телекоммуникационная компания IndusInd Media and Communications. В 2000 году начала работу компания по аутсорсингу бизнес-процессов Hinduja Global Solutions.
В мае 2023 году в Лондоне умер старший из братьев, владевших группой, Сричанд Хиндуджа; на тот момент семья Хиндуджа с состоянием 28,4 млрд фунтов считалась самой богатой в Великобритании.

## Основные компании группы
Основные компании, входящие в Hinduja Group:
- Ashok Leyland — второй крупнейший в Индии производитель грузовиков (после Tata Motors), также выпускает автобусы, сельскохозяйственную, строительную и военную технику, генераторы и моторы, у компании 10 заводов в Индии, ОАЭ и Великобритании; оборот в 2022 году составил 262 млрд рупий ($3,14 млрд)[8].
  - Switch Mobility — британский производитель автобусов.
- IndusInd Bank — банковские услуги, страхование и управление активами, около 2 тыс. отделений в Индии; выручка в 2022 году составила 382 млрд рупий ($4,59 млрд), принятые депозиты — около 2 трлн рупий ($24 млрд)[9].
- Hinduja Global Solutions — услуги в области аутсорсинга бизнес-процессов и информационных технологий, в основном для клиентов из США и Европы; оборот в 2022 году составил 32,6 млрд рупий ($390 млн)[10].
- GOCL Corporation — производство взрывчатки и детонаторов для горнодобывающей и оборонной отраслей, также занимается строительством промышленных предприятий и сборкой печатных плат; оборот в 2022 году составил 5 млрд рупий ($60 млн)[11].
- Gulf Oil Lubricants India Ltd — производство смазочных материалов для автотранспорта и промышленности; оборот в 2022 году составил 21,9 млрд рупий ($263 млн)[12].
- Hinduja Bank (Switzerland) Ltd — частный банк, базирующийся в Женеве.